# Catherine Hardy
Catherine Hardy Lavender (Carrollton, Georgia, 1930. február 8. – Atlanta, Georgia, 2017. szeptember 8.) olimpiai bajnok amerikai rövidtávfutó.
Az 1952-es helsinki olimpián 4×100 méteres váltóban Mae Faggs-szel, Barbara Jones-szal és Janet Moreau-val aranyérmes lett.

## Sikerei, díjai
- Olimpiai játékok (4×100 m váltó)
  - aranyérmes: 1952, Helsinki